# Церковні люди
Церко́вні лю́ди — особи, які до кінця 18 століття підлягали правосуддю Церкви, точніше — єпископа. Крім духовенства, до церковних людей належали слуги, родина священика і всі особи, що жили при Церкві та її добродійних установах (ізгої, купці-банкрути, визволенці, церковні селяни тощо).